# Deepstaria reticulum
Deepstaria reticulum Larson, Madin & Harbison, 1988 è una specie di scifomedusa della famiglia Ulmaridae.

## Descrizione
Come le altre meduse Deepstaria, le D. reticulum sono riconoscibili dal loro corpo molto sottile, con un'ombrella estesa – fino a 10 metri– e l'assenza di tentacoli. Si sposta facendo ondulare l'ombrella a forma di sacco, che usa anche per nutrirsi, intrappolandovi le prede –generalmente piccoli copepodi – prima di portarle nella cavità gastrovascolare. 
Il colore della campana è rosso-porpora e condivide molte caratteristiche fisiche con D. enigmatica, anche se il colore di quest'ultima è piuttosto bianco.

## Distribuzione e habitat
Vivono a grande profondità.